# Duindaalder
Duindaalder (Diploschistes muscorum) is een korstmossoort uit de familie Graphidaceae. Hij groeit op droge en zonnige plaatsen op mossen, plantenresten, op zand- en kalkrijke bodems. Jonge exemplaren kunnen ook als parasiet leven op Cladonia. Hij leeft in symbiose met de alg Trebouxia.

## Determinatie
Duindaalder is een korstvormig korstmos. Het thallus is licht- of donkergrijs van kleur, soms met een gele tint. Soms zijn ze niet plat maar gewelfd. Apotheciën zijn ingezonken, hol en hebben een diameter van 1,8 mm. De kleur is donkergrijs met witte berijping. 
Hij vertoont de volgende kleurreacties: K+ (geel tot rood), C+ (rood), KC-, P-, UV-. 
In één ascus worden vier zwarte, muurvormige sporen gevormd. De afmeting van een ascospore is 8–32 × 6–15 μm.

## Verspreiding
Duindaalder heeft een kosmopolitische verspreiding. Behalve op Antarctica komt hij op alle continenten voor, maar ook op veel eilanden. In het noorden bereikt het verspreidingsgebied het de noordkust van Groenland, IJsland en de noordkust van het Scandinavische schiereiland, in het zuiden tot de zuidpunt van Argentinië.
In Nederland komt hij zeldzaam voor. Het meest nog in de kustduinen. Hij is niet bedreigd en staat niet op de Nederlandse Rode Lijst.

## Fotogalerij

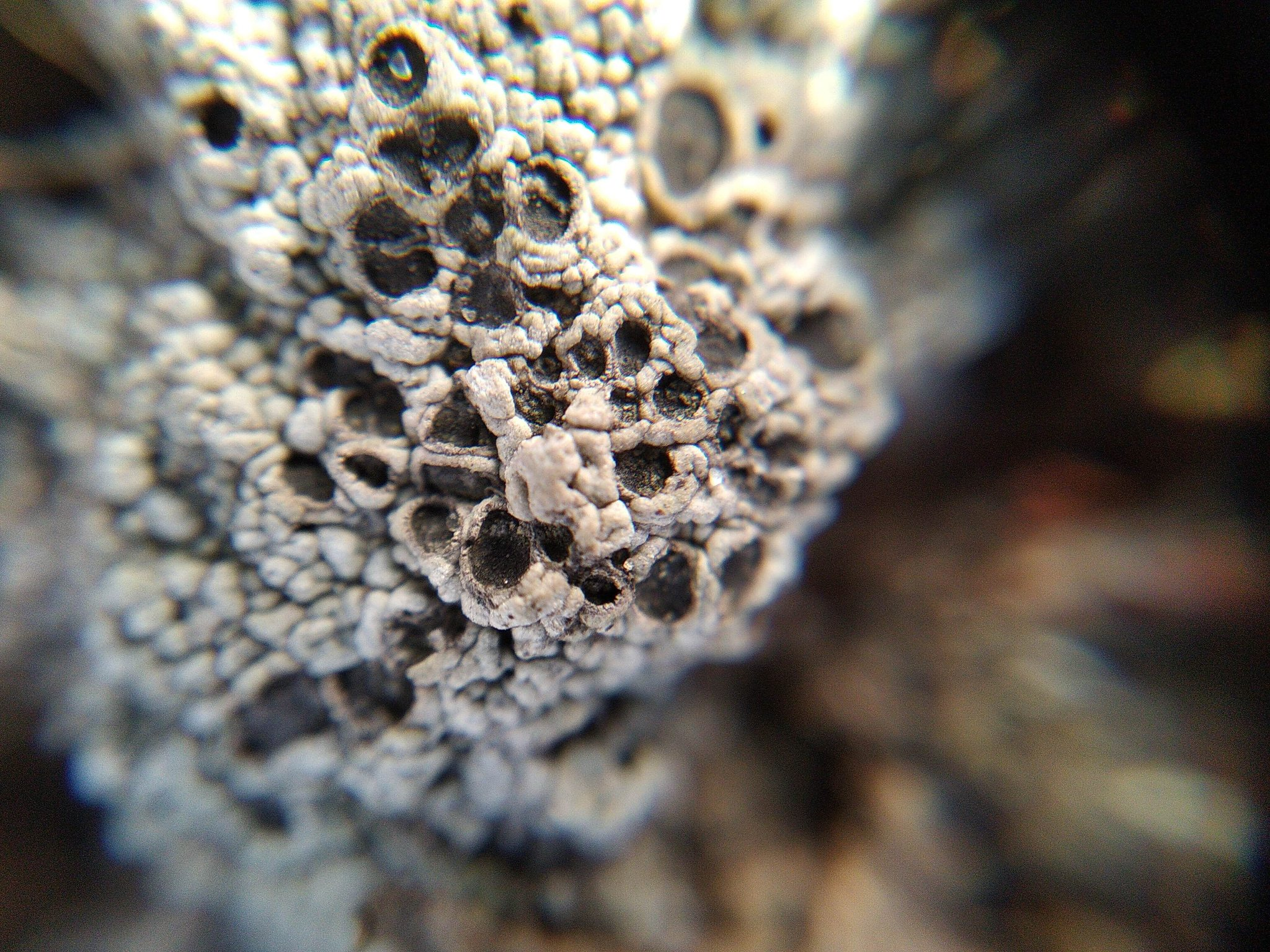
Donker grijze apotheciën
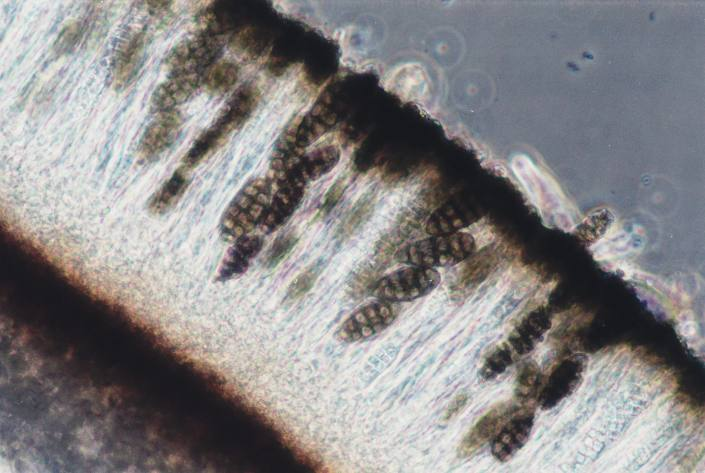
Dwarsdoorsnede van een apothecium met 400× vergroting met vier muurvormige sporen per ascus.
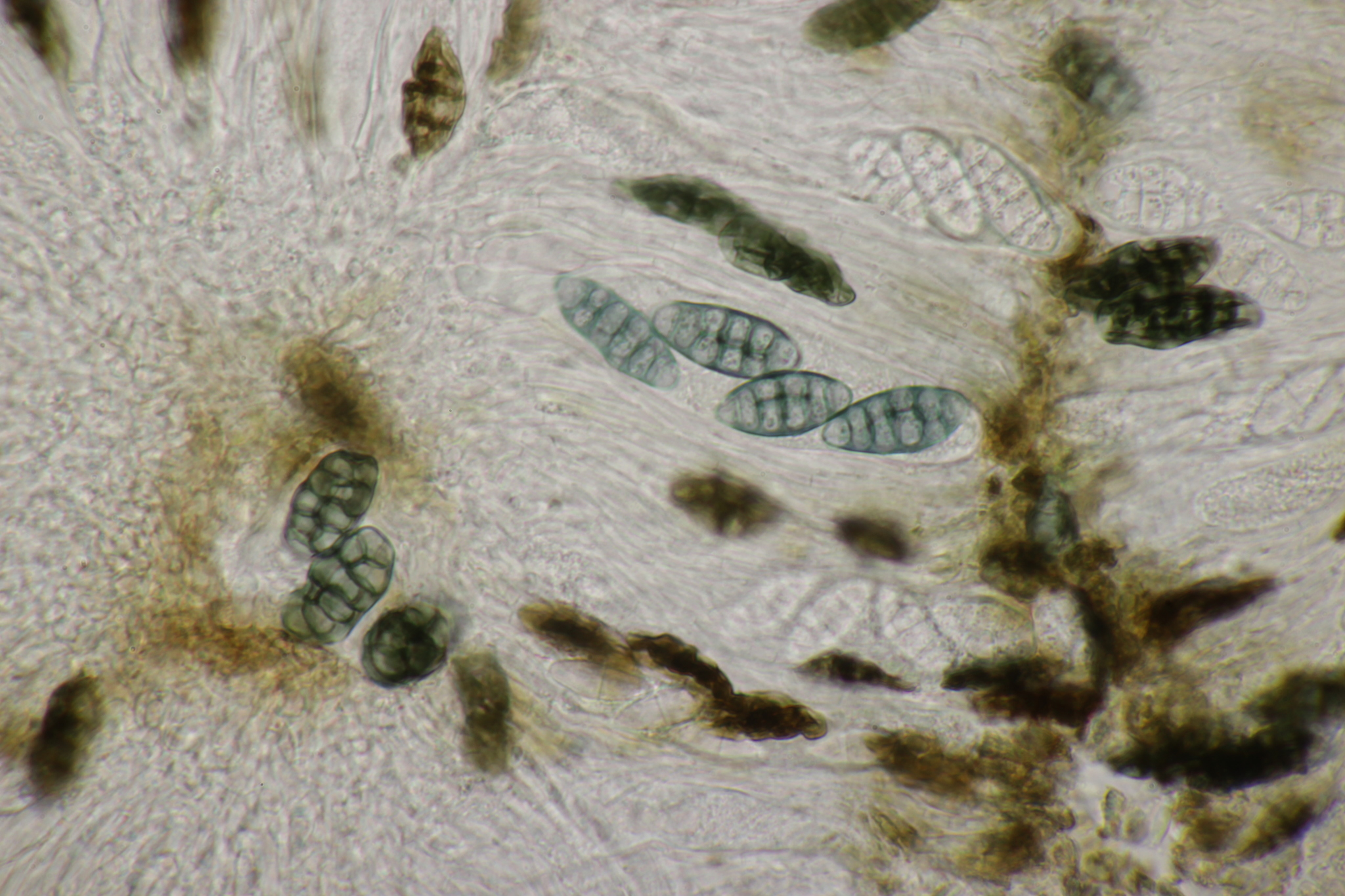
Ascospore